# Lucien Choury
Lucien Choury (26 marzo 1898 – 6 maggio 1987) è stato un pistard francese.

## Palmarès
- Giochi olimpici

Parigi 1924: oro nel tandem.